# گریگوری آر. پیج
گریگوری آر. پیج (به انگلیسی: Gregory R. Page) (زاده ۱۹۵۲ در بوتیناو، داکوتای شمالی) کارآفرین، اقتصاددان و مدیر ارشد اجرایی آمریکایی است، که هم‌اکنون به‌عنوان رییس هیئت مدیره شرکت کارگیل فعالیت می‌کند. وی از سال ۲۰۰۷ تا ۲۰۱۳ به‌عنوان مدیر عامل اجرایی شرکت کارگیل (بزرگترین شرکت خصوصی جهان) فعالیت می‌کرد.
پیج دانش‌آموخته اقتصاد از دانشگاه داکوتای شمالی است و در سال ۱۹۷۴ به عضویت شرکت کارگیل درآمد و در پی بازنشستگی وارن استالی در سال ۲۰۰۷ از سوی هیئت مدیره کارگیل به مدیرعاملی این شرکت انتخاب شد.